# Cardiochiles philippensis
Cardiochiles philippensis är en stekelart som beskrevs av William Harris Ashmead 1905. Cardiochiles philippensis ingår i släktet Cardiochiles och familjen bracksteklar. Inga underarter finns listade.